# مسجد عشاق الكبير
مسجد عشاق الكبير (بالتركية: Uşak Ulu Camii)‏ هو مسجد تاريخي قديم يقع في وسط مدينة عشاق في تركيا.

## التاريخ
خضع المسجد لتغيير معماري كبير في القرن التاسع عشر، فزُين على الطراز المعماري العثماني وأضيف له رواق.
يبلغ قطر القبة الرئيسية 10 أمتار، وتحيط بها من الجانبين ثلاث قباب أصغر. المحراب منحوت في الصخر تم تزيينه على الطراز المعماري العثماني. يتشابه المخطط المعماري لهذا المسجد مع المسجد القديم في أدرنة، والمسجد الكبير في صوفيا ومسجد جومايا في بلوفديف. ترتفع المئذنة الأسطوانية على قاعدة بارتفاع جدار المسجد، ولها رواق واحد.